# John Thomas Blight
Pour les articles homonymes, voir Blight.
John Thomas Blight (7 octobre 1835-23 janvier 1911) est un artiste et archéologue de Cornouailles né près de Redruth.

## Biographie
Son père, Robert, un enseignant, installe sa famille à Penzance et initie ses fils à l'étude de la nature, des antiquités et des traditions populaires. John Blight est un dessinateur naturellement doué. À l'âge de 20 ans, il publie un livre sur les antiquités de Penwith et une grande collection de dessins.
Cette œuvre, en deux volumes, est d'abord encouragée par le révérend Robert Stephen Hawker puis la cause d'une grande querelle. Le second mécène de John Blight, James Halliwell-Phillipps, ne lui est pas plus utile et ne rémunère même pas le travail considérable que représente l'illustration du projet de Halliwell, une édition des œuvres de William Shakespeare.
Au milieu des années 1860, Blight est victime d'une dépression et doit être interné à Bodmin Mental Asylum, où il restera toute sa vie. Le recensement des antiquités de Cornouailles qu'il a réalisé comprend de nombreux monuments qui n'existent plus. Ses descriptions et illustrations constituent une source d'information précieuse pour les archéologues et les historiens locaux.

## Principaux travaux

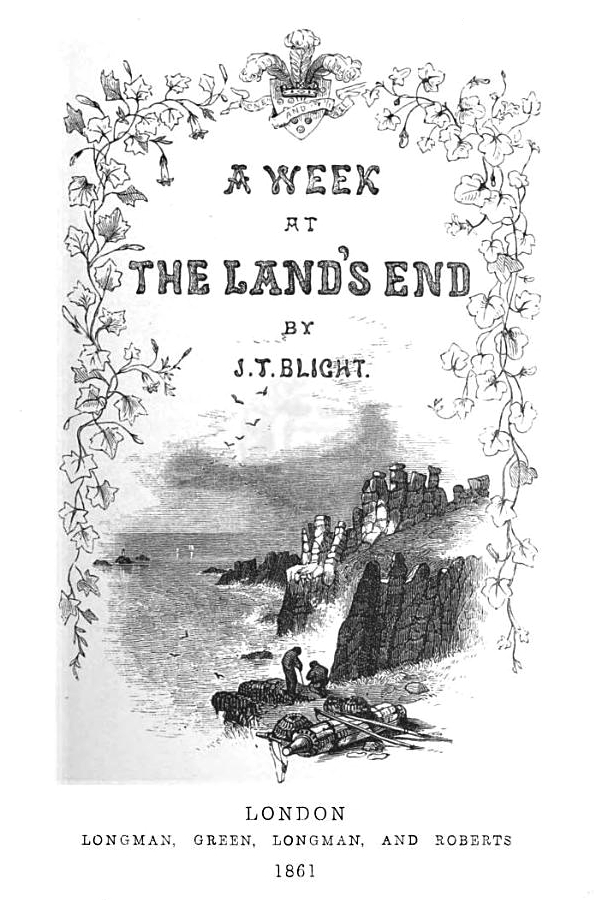
Une semaine au Land's End ; Londres, 1861

- Croix anciennes et autres antiquités à l'est de Cornouailles 3e éd. (1872)
- Croix anciennes et autres antiquités à l'ouest de Cornouailles (1856), 2e édition 1858 . (3e éd. Penzance: W. Cornish, 1872) (éd. Fac-similé reproduisant 1856 éd.: Blight's Cornish Crosses ; Penzance : Oakmagic Publications, 1997)
- A Week at the Land's End (1861) (Édition en fac-similé de la 2e édition publiée Truro: Lake and Lake, 1876: Alison Hodge, 1989)